# Erblichia
Erblichia é um género botânico pertencente à família Turneraceae.